# Schedoneolithus dunaliae
Schedoneolithus dunaliae är en insektsart som beskrevs av Leonard D. Tuthill 1959. Schedoneolithus dunaliae ingår i släktet Schedoneolithus och familjen spetsbladloppor. Inga underarter finns listade i Catalogue of Life.